# لعبة ساندبوكس
لعبة ساندبوكس (بالإنجليزية: The Sandbox) هي لعبة بلوكشين للهواتف المحمولة (آي أو إس وأندرويد) ومايكروسوفت ويندوز، تم تطويرها بواسطة استوديو الألعاب بيكسل، تم إصدارها في 15 مايو 2012، تم إصدارها للكمبيوتر الشخصي على ستيم في 29 يونيو 2015.
استحوذت شركة ماركات أنيموكا على العلامة التجارية في عام 2018، واستخدم اسمها في لعبة العالم المفتوح ثلاثية الأبعاد القائمة على سلسلة الكتل والتي تحمل الاسم نفسه، تم إطلاقها في 29 نوفمبر 2021.

## طريقة اللعب
اللعبة تزود المستخدمين بأدوات لإنشاء أسلوب لعب غير الخطي، المعروف باسم "وضع ساندبوكس"، ويبدأ اللاعب في صياغة عالمه الخاص من خلال استكشاف الموارد مثل الماء والتربة والحمم البركانية والرمل والزجاج والعديد من العناصر الأكثر تعقيدًا مثل الحياة البرية والأدوات الميكانيكية، يواجه اللاعبون مهام مثل استخدام الماء والتراب لتكوين الطين، وتحديات مثل صنع بطارية أو بناء دائرة كهربائية، يمكن للاعبين حفظ عوالم قاموا بإنشائها وتحميلها أيضًا إلى معرض عام.